# Keteňský potok
Keteňský potok je menší vodní tok v Jičínské pahorkatině, pravostranný přítok Mrliny v okrese Jičín v Královéhradeckém kraji. Délka toku je menší než 1 km.

## Průběh toku
Potok pramení v Ketni, části obce Jičíněves, v nadmořské výšce 269 metrů a teče východním směrem. Keteňský potok se východně od Ketně zprava vlévá do Mrliny v nadmořské výšce 242 metrů. Přibližně 500 metrů severně od ústí se nacházejí pozůstatky raně středověkého hradiště Dolany.